# Aloysia
Aloysia é um género botânico pertencente à família Verbenaceae, todas as espécies nativas da América. O gênero é nomeado para homenagear Sua Alteza Real a rainha Maria Luísa de Parma, esposa do rei Carlos IV de Espanha. O nome foi dado pelos professores Antonio Palau y Verdera e Casimiro Gómez Ortega do Real Jardim Botânico de Madrid em 1797 a partir de algumas espécimes de Cidró que eles resolveram chamar em latim Aloysia citriodora e em espanhol, "Hierba de la Princesa", isto é, Erva da Princesa.

## Espécies
O gênero Aloysia possui 44 espécies reconhecidas atualmente.
- Aloysia aloysioides Loes. & Moldenke
- Aloysia axillaris J.R.I.Wood
- Aloysia ayacuchensis Moldenke
- Aloysia barbata (Brandegee) Moldenke
- Aloysia brasiliensis Moldenke
- Aloysia casadensis Hassl. & Moldenke
- Aloysia castellanosii Moldenke
- Aloysia catamarcensis Moldenke
- Aloysia chamaedryfolia Cham.
- Aloysia chiapensis Moldenke
- Aloysia citriodora Bela-luísa, cidrão de árvore, cidró Palau
- Aloysia crenata Moldenke
- Aloysia decipiens Ravenna
- Aloysia decorticans Ravenna
- Aloysia densispicata (K.Koch & C.D.Bouché) Moldenke
- Aloysia dodsoniorum Moldenke
- Aloysia dusenii Moldenke
- Aloysia famatinensis Ravenna
- Aloysia fiebrigii (Hayek) Moldenke
- Aloysia foncki (Phil.) Moldenke
- Aloysia gentryi Moldenke
- Aloysia gratissima (Gillies & Hook.) Tronc. Erva-de-Nossa-Senhora, Alfazema/Mimo do Brasil
- Aloysia hatschbachii Moldenke
- Aloysia krapovickasii Moldenke
- Aloysia leptophylla Loes. & Moldenke
- Aloysia lomaplatae Ravenna
- Aloysia looseri Moldenke
- Aloysia macrostachya (Torr.) Moldenke
- Aloysia minthiosa Moldenke
- Aloysia nahuire Gentry & Moldenke
- Aloysia naviculata Ravenna
- Aloysia oblanceolata Moldenke
- Aloysia polygalifolia Cham.
- Aloysia polystachya (Griseb.) Moldenke
- Aloysia pulchra (Briq.) Moldenke
- Aloysia reichii Moldenke
- Aloysia salviifolia (Hook. & Arn.) Moldenke
- Aloysia scorodonioides (Kunth) Cham.
- Aloysia sonorensis Moldenke
- Aloysia spathulata (Hayek) Moldenke
- Aloysia ternifolia Moldenke
- Aloysia unifacialis Ravenna
- Aloysia virgata (Ruiz & Pav.) Juss.
- Aloysia wrightii A.Heller